# Osek
Osek – miasto w północno-zachodnich Czechach u podnóża Rudaw w kraju usteckim, w dawnym powiecie cieplickim.

## Demografia
| Rok             | 1970  | 1980  | 1991  | 2001  | 2003  |
| --------------- | ----- | ----- | ----- | ----- | ----- |
| Liczba ludności | 3 728 | 5 663 | 5 194 | 5 030 | 4 975 |

Źródło: Czeski Urząd Statystyczny

## Zabytki
- Romańsko-gotyckie opactwo w Oseku(inne języki) z XIII w. (1207-1220)  z trójnawowym kościołem Wniebowzięcia NMP, wybudowanym przez cystersów, sprowadzonych do miasta w 1199 r. Przebudowano go w stylu barokowym w latach 1712-1718. W restauracji klasztoru po zniszczeniach w czasie wojny trzydziestoletniej brali udział m.in.: architekci Giulio i Octavian Broggio, malarz i freskant Václav Vavřinec Reiner, rzeźbiarz Giacomo Antonio Corbellini. W 1995 r. cały zespół zabytków (kościół, zabudowania dawnego i starego klasztoru, prałatura z wieżą zegarową oraz zabudowania gospodarcze) stał się narodowym pomnikiem kultury (Národní kulturní památka České republiky).
- Kościół parafialny św. Piotra i Pawła (1714).
- Ruiny goryckiego zamku Rýzmburk(inne języki) w pobliżu miasta

Zabytki
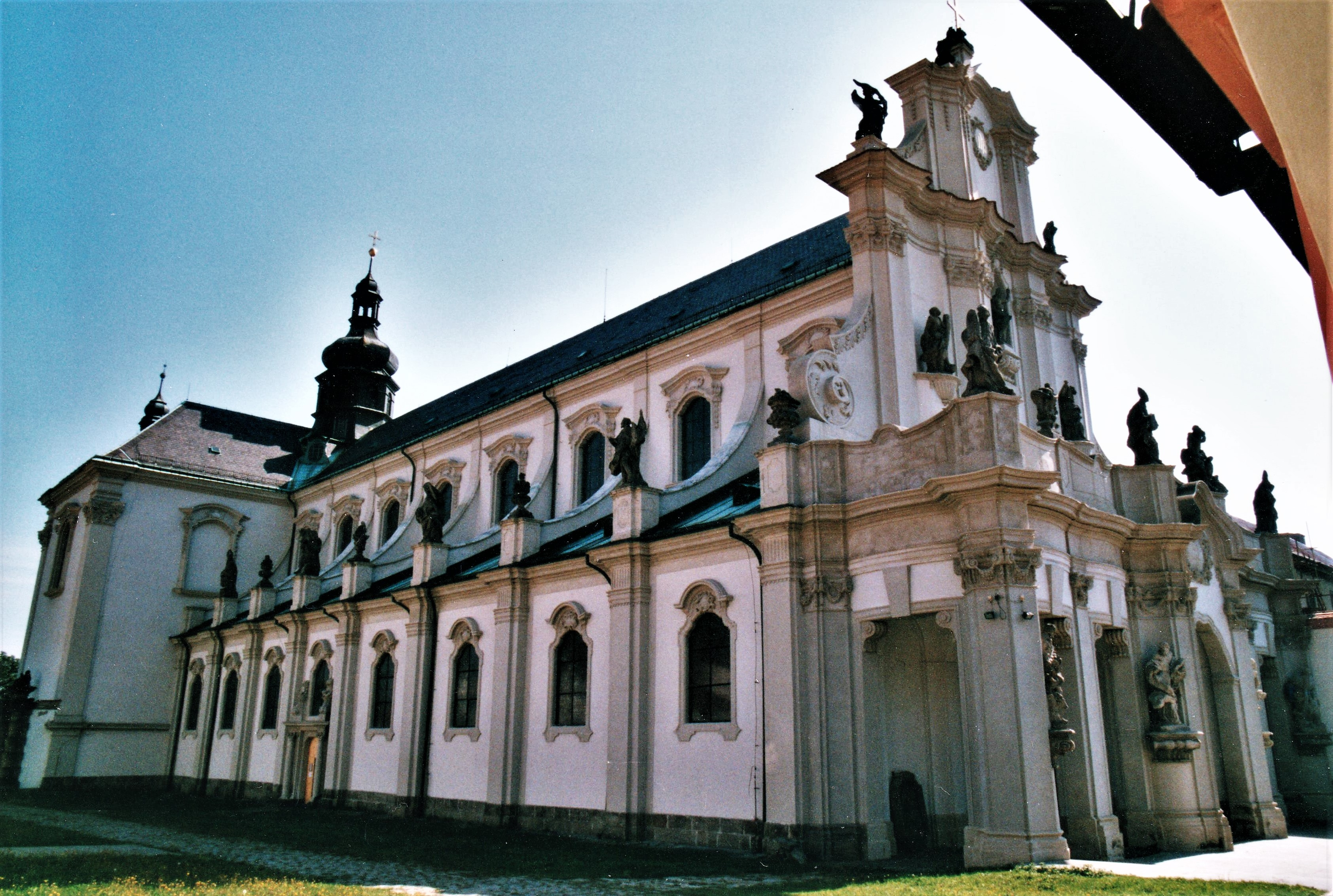
Kościół klasztorny
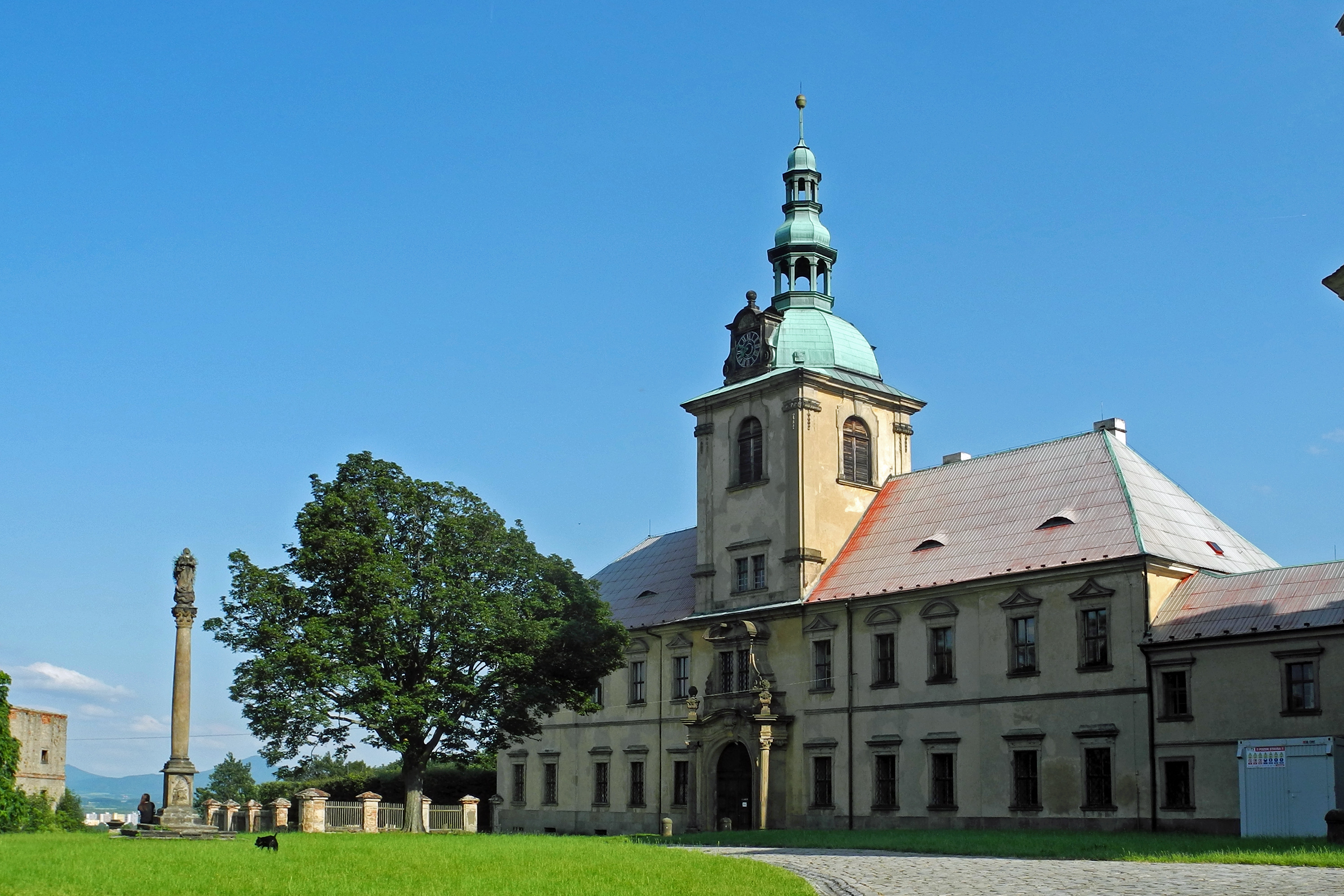
Budynek prałatury
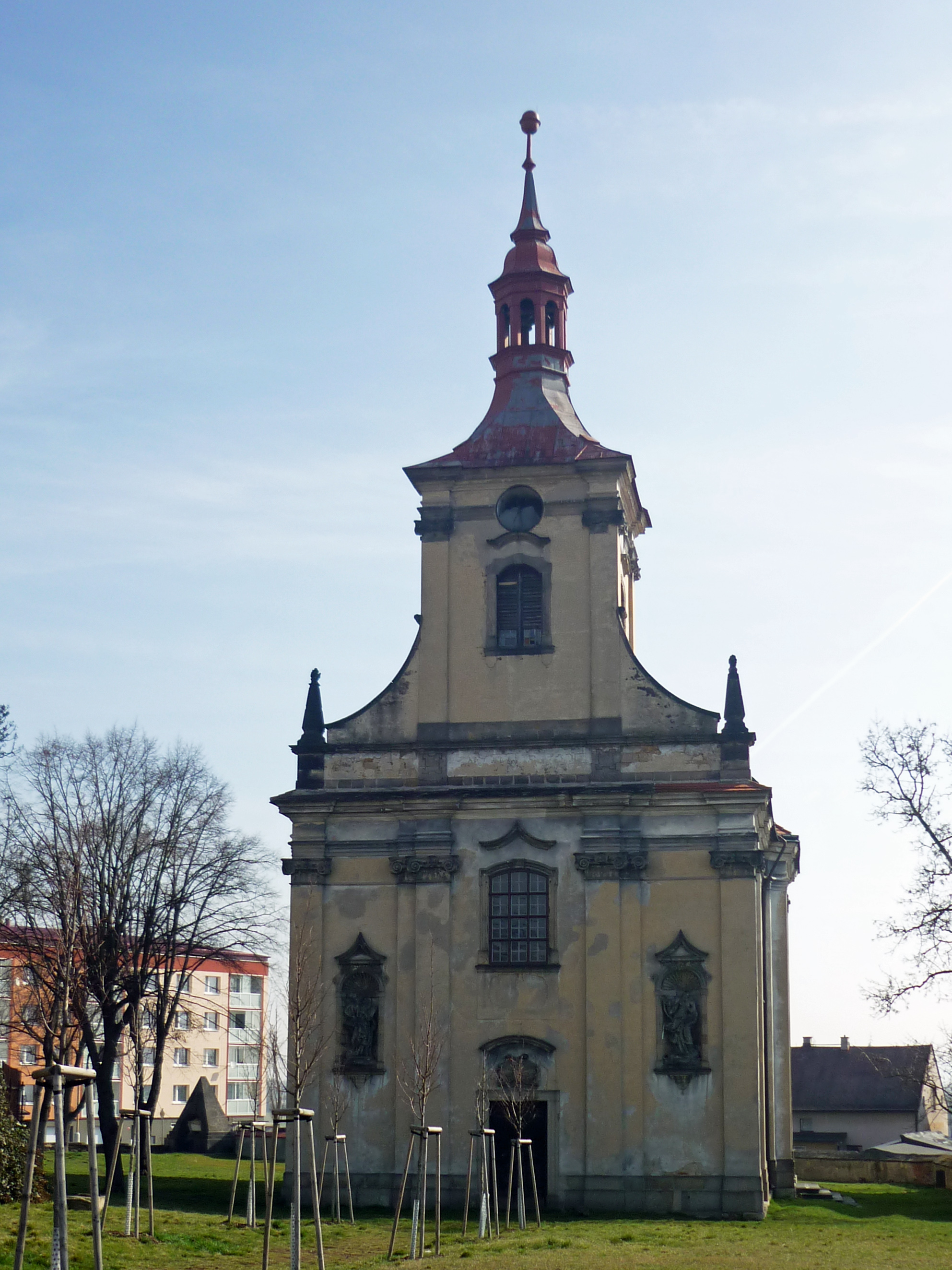
Kościół św. Piotra i Pawła
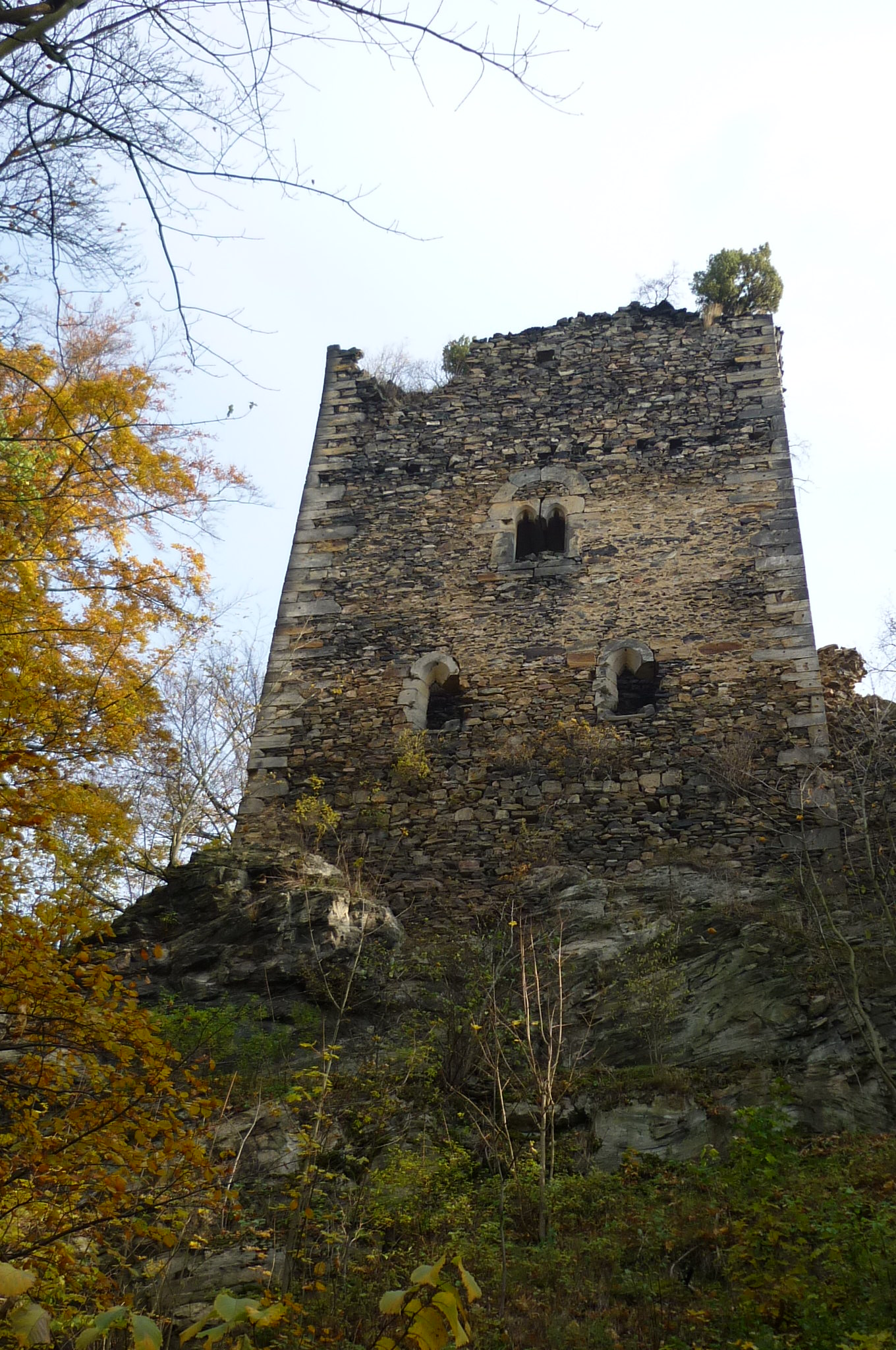
Ruiny zamku Rýzmburk(inne języki)